# Oaxacacoris
Oaxacacoris är ett släkte av insekter. Oaxacacoris ingår i familjen ängsskinnbaggar.
Kladogram enligt Catalogue of Life:
| Oaxacacoris | \| \| Oaxacacoris cynus \| \| \| \| \| \| Oaxacacoris pueblensis \| \| \| \| \| \| Oaxacacoris schaffneri \| \| \| \| \| \| Oaxacacoris cygnus \| \| \| \| \| \| Oaxacacoris durango \| \| \| \| \| \| Oaxacacoris guadalarjara \| \| \| \| |
|             | \| \| Oaxacacoris cynus \| \| \| \| \| \| Oaxacacoris pueblensis \| \| \| \| \| \| Oaxacacoris schaffneri \| \| \| \| \| \| Oaxacacoris cygnus \| \| \| \| \| \| Oaxacacoris durango \| \| \| \| \| \| Oaxacacoris guadalarjara \| \| \| \| |
|             | Oaxacacoris cynus |
|             | |
|             | Oaxacacoris pueblensis |
|             | |
|             | Oaxacacoris schaffneri |
|             | |
|             | Oaxacacoris cygnus |
|             | |
|             | Oaxacacoris durango |
|             | |
|             | Oaxacacoris guadalarjara |
|             | |